# Trelly
Trelly és un municipi francès situat al departament de la Manche i a la regió de Normandia. L'any 2007 tenia 592 habitants.

## Demografia

### Població
El 2007 la població de fet de Trelly era de 592 persones. Hi havia 246 famílies de les quals 72 eren unipersonals (29 homes vivint sols i 43 dones vivint soles), 69 parelles sense fills, 87 parelles amb fills i 18 famílies monoparentals amb fills.
La població ha evolucionat segons el següent gràfic:
Habitants censats

### Habitatges
El 2007 hi havia 300 habitatges, 248 eren l'habitatge principal de la família, 27 eren segones residències i 25 estaven desocupats. 294 eren cases i 5 eren apartaments. Dels 248 habitatges principals, 191 estaven ocupats pels seus propietaris, 53 estaven llogats i ocupats pels llogaters i 5 estaven cedits a títol gratuït; 2 tenien una cambra, 7 en tenien dues, 31 en tenien tres, 59 en tenien quatre i 149 en tenien cinc o més. 197 habitatges disposaven pel capbaix d'una plaça de pàrquing. A 125 habitatges hi havia un automòbil i a 113 n'hi havia dos o més.

### Piràmide de població
La piràmide de població per edats i sexe el 2009 era:
| Homes | Edats   | Dones |
| ----- | ------- | ----- |
| 0     | 95 o +  | 0     |
| 0     | 90 a 94 | 4     |
| 0     | 85 a 89 | 0     |
| 4     | 80 a 84 | 0     |
| 16    | 75 a 79 | 12    |
| 8     | 70 a 74 | 12    |
| 20    | 65 a 69 | 36    |
| 20    | 60 a 64 | 16    |
| 4     | 55 a 59 | 12    |
| 20    | 50 a 54 | 16    |
| 36    | 45 a 49 | 16    |
| 0     | 40 a 44 | 12    |
| 24    | 35 a 39 | 16    |
| 16    | 30 a 34 | 12    |
| 16    | 25 a 29 | 16    |
| 20    | 20 a 24 | 8     |
| 8     | 15 a 19 | 16    |
| 12    | 10 a 14 | 20    |
| 16    | 5 a 9   | 4     |
| 8     | 0 a 4   | 4     |

## Economia
El 2007 la població en edat de treballar era de 350 persones, 263 eren actives i 87 eren inactives. De les 263 persones actives 248 estaven ocupades (132 homes i 116 dones) i 15 estaven aturades (5 homes i 10 dones). De les 87 persones inactives 40 estaven jubilades, 24 estaven estudiant i 23 estaven classificades com a «altres inactius».

### Ingressos
El 2009 a Trelly hi havia 266 unitats fiscals que integraven 635,5 persones, la mediana anual d'ingressos fiscals per persona era de 15.743 €.

### Activitats econòmiques
Dels 25 establiments que hi havia el 2007, 2 eren d'empreses alimentàries, 1 d'una empresa de fabricació d'altres productes industrials, 8 d'empreses de construcció, 7 d'empreses de comerç i reparació d'automòbils, 3 d'empreses d'hostatgeria i restauració, 3 d'empreses de serveis i 1 d'una empresa classificada com a «altres activitats de serveis».
Dels 9 establiments de servei als particulars que hi havia el 2009, 1 era un paleta, 5 fusteries, 1 lampisteria, 1 electricista i 1 restaurant.
Dels 3 establiments comercials que hi havia el 2009, 1 era una botiga de més de 120 m², 1 una botiga de menys de 120 m² i 1 una fleca.
L'any 2000 a Trelly hi havia 35 explotacions agrícoles que ocupaven un total de 448 hectàrees.

## Equipaments sanitaris i escolars
El 2009 hi havia una escola elemental integrada dins d'un grup escolar amb les comunes properes formant una escola dispersa.

## Poblacions més properes
El següent diagrama mostra les poblacions més properes.